# 第三次岳州戰鬥
岳州戰鬥發生於1926年8月21－22日，地點則是在中國湘西北一帶，是國民革命軍北伐戰爭的戰鬥之一。岳州戰鬥的交戰雙方，一方為国民革命军第八军，另一方為湘軍。

## 參看
- 中華民國北洋政府時期內戰戰鬥列表